# دانيلا داوني
دانيلا داوني (بالإنجليزية: Danielle Downey) هي لاعبة غولف أمريكية، ولدت في 6 ديسمبر 1980 في روتشستر في الولايات المتحدة، وتوفيت في 30 يناير 2014 في مقاطعة لي في الولايات المتحدة بسبب حادث مرور.